# Затока (фільм)
«Затока» (англ. The Bay) — американський фільм жахів у стилі «знайдений кадр» режисера Баррі Левінсона та сценариста Майкла Валлаха. Прем'єра відбулася на Міжнародному кінофестивалі в Торонто 2012 року, випущено в прокат 2 листопада 2012 року.

## Сюжет
Містечко Чесапікської затоки, розташоване на східному узбережжі штату Меріленд, процвітає на воді. Коли два дослідники знаходять там приголомшливий рівень токсичності, вони намагаються попередити голову міста, але той відмовляється створювати паніку. У результаті — спалах смертельної чуми, що перетворює людей на смертельне вмістилище мутантської породи паразита «cymothoa exigua».
Усе місто охоплене хаосом, оскільки ці агресивні істоти починають заражати людей одного за іншим. Сюжет оповідає про кілька таких історій. Молода недосвідчена репортерка новин і її оператор, які перебувають у місті, розповідають глядачам про події, що відбуваються під час урочистостей День незалежності США. Вона також пояснює випадки, які відбувається у фільмі, поза сценами особистого запису. Інші історії містять у собі двох океанографів, які першими відкрили паразитів; поліціянтів, що ведуть розслідування в житловому районі; молоду пару, яка нічого не підозрює, під час останнього запливу; дівчинку-підлітка, яка відправляє відчайдушне повідомлення другові; лікаря, який повідомляє Центр із контролю й профілактики захворювань про розвиток ситуації в місцевій лікарні тощо.

## Ролі
- Кетер Доног'ю — Донна Томпсон
- Крістен Конноллі — Стефані
- Вілл Роджерс — Алекс
- Стівен Канкен — лікар Джек Ебрамс
- Роберт Тревейлер — лікар Вільямс
- Ненсі Алука — Жаклін
- Крістофер Денем — Сем
- Френк Дель — голова міста Джон Стокмен
- Майкл Бізлі — заступник Джимсона
- Доді Томпсон — заступник Пола
- Ендрю Шталь — шериф Робертс
- Джейн Макнілл — жертва № 1

## Критика
Фільм дістав в основному позитивні відгуки критиків, 76%-ий "рейтинг на Rotten Tomatoes, на основі 70 оглядів. На Metacritic — 65 балів зі 100 на основі 19 відгуків.